# Dendrocolaptes certhia
Dendrocolaptes certhia là một loài chim trong họ Furnariidae.